# Francesca Calvelli
Pour les articles homonymes, voir Calvelli.
Francesca Calvelli, née en 1962 à Rome (Italie), est une monteuse italienne.
Pour son travail, elle a remporté trois David di Donatello, quatre Ciak d'oro et six Nastri d'argento. Depuis 1994, elle est une collaboratrice régulière de son partenaire, le réalisateur Marco Bellocchio, avec qui elle a eu une fille. Elle monte également plusieurs films de Danis Tanović, Francesca Comencini et Saverio Costanzo.

## Biographie
Francesca Calvelli fréquente le Centre Expérimental de Cinématographie de Rome, suivant les enseignements de Roberto Perpignani, avec qui elle collabore comme assistant dans Figlio mio infiniment cher en 1985 et La donna della luna en 1988. Après avoir terminé ses études, elle se consacre au montage de documentaires en collaboration avec Demetrio Salvi, puis passe aux longs métrages.

## Filmographie

### Cinéma
- 1994 : Le Rêve du papillon  de Marco Bellocchio
- 1997 : Le Prince de Hombourg  de Marco Bellocchio
- 1998 : Del perduto amore (it)  de Michele Placido
- 1999 : La Nourrice  de Marco Bellocchio
- 2001 : No Man's Land  de Danis Tanović
- 2001 : Zeno  de Francesca Comencini
- 2001 : Un altro mondo è possibile, film documentaire d'un collectif de 34 réalisateurs
- 2001 : Jurij  de  Stefano Gabrini
- 2002 : Le Sourire de ma mère  de Marco Bellocchio
- 2003 : Fango  de Derviş Zaim
- 2003 : Buongiorno, notte  de Marco Bellocchio
- 2004 : Private  de Saverio Costanzo
- 2005 : L'Enfer  de Danis Tanović
- 2006 : Le Metteur en scène de mariages  de Marco Bellocchio
- 2006 : Sorelle  de Marco Bellocchio
- 2007 : In memoria di me  de Saverio Costanzo
- 2008 : Signorina Effe  de Wilma Labate
- 2009 : Vincere  de Marco Bellocchio
- 2009 : Eyes of War  de Danis Tanović
- 2010 : Sorelle Mai  de Marco Bellocchio
- 2010 : La Solitude des nombres premiers  de Saverio Costanzo
- 2010 : La bellezza del somaro  de Sergio Castellitto
- 2011 : Quando la notte  de Cristina Comencini
- 2012 : Piazza Fontana (Romanzo di una strage)  de Marco Tullio Giordana
- 2012 : Mon père va me tuer  de Daniele Ciprì
- 2012 : La Belle Endormie  de Marco Bellocchio
- 2014 : Hungry Hearts  de Saverio Costanzo
- 2015 : Latin Lover  de Cristina Comencini
- 2015 : Sangue del mio sangue  de Marco Bellocchio
- 2016 : Fais de beaux rêves  de Marco Bellocchio
- 2016 : Qualcosa di nuovo de Cristina Comencini
- 2016 : Non c'è più religione (it)  de Luca Miniero
- 2017 : Due soldati  de Marco Tullio Giordana
- 2019 : Le Traître  de Marco Bellocchio
- 2021 : Marx peut attendre  de Marco Bellocchio
- 2021 : Yara (it) de Marco Tullio Giordana
- 2023 : L'Enlèvement  de Marco Bellocchio
- 2023 : Finalmente l'alba  de Saverio Costanzo
- 2023 : Volare de Margherita Buy
- 2024 : Il tempo che ci vuole de Francesca Comencini

### Télévision
- 2013 : In Treatment  (série télévisée,  35 épisodes)
- 2015 : 1992  (série télévisée,  10 épisodes)
- 2018 : L'Amie prodigieuse  (série télévisée,  8 épisodes)
- 2022 : Esterno notte  de Marco Bellocchio (série télévisée,  6 épisodes)

## Récompenses et distinctions
- David di Donatello
  - 1997 - Nomination pour le meilleur montage pour Le Prince de Homburg
  - 2004 - Nomination pour le meilleur montage pour Buongiorno, notte
  - 2007 - Nomination pour le meilleur montage pour Le Metteur en scène de mariages
  - 2010 - Meilleur montage pour le film Vincere
  - 2011 - Nomination du meilleur montage pour Sorelle Mai
  - 2012 - Nomination pour le meilleur montage pour Piazza Fontana
  - 2015 - Nomination pour le meilleur montage pour Hungry Hearts
  - 2020 - Meilleur monteur pour Le Traître
  - 2023 - Meilleur monteur pour Esterno notte
- Ruban d'argent
  - 2002 - Meilleur montage pour le film No Man's Land
  - 2004 - Nomination pour le meilleur montage pour le film Buongiorno, notte
  - 2005 - Nomination du meilleur montage pour le film Private
  - 2007 - Meilleur montage pour les films In Memory of Me et Le Metteur en scène de mariages
  - 2008 - Nomination du meilleur montage pour le film Signorina Effe
  - 2009 - Meilleur montage pour le film Vincere
  - 2011 - Nomination du meilleur montage pour les films Sorelle Mai et La Solitude des nombres premiers
  - 2012 - Nomination pour le meilleur montage pour le film Piazza Fontana
  - 2015 - Nomination du meilleur montage pour les films Hungry Hearts et Latin Lover
  - 2017 - Meilleur montage pour le film Fais de beaux rêves
  - 2019 - Meilleur montage pour le film Le Traître
  - 2023 - Meilleur montage pour le film L'Enlèvement[6]
- Ciak d'oro
  - 1995 - Nomination du meilleur montage pour le film Le Rêve du papillon
  - 1998 - Nomination du meilleur montage pour le film Le Prince de Homburg
  - 2002 - Meilleur montage pour le film Le Sourire de ma mère[7]
  - 2004 - Nomination pour le meilleur montage pour le film Buongiorno, notte
  - 2005 - Nomination du meilleur montage pour le film Private
  - 2007 - Nomination du meilleur montage pour le film In memoria di me
  - 2010 - Meilleur montage pour le film Vincere[8]
  - 2012 - Nomination pour le meilleur montage pour le film Piazza Fontana
  - 2013 - Nomination du meilleur montage pour le film La Belle Endormie
  - 2015 - Nomination du meilleur montage pour les films Hungry Hearts et Latin Lover
  - 2017 - Nomination du meilleur montage pour le film Fais de beaux rêves
  - 2020 - Meilleur montage pour Le Traître[9]
  - 2021 - Meilleur montage pour Marx peut attendre
- Prix européens de la critique de cinéma indépendante
  - 2010 - Meilleur montage pour Vincere
- Festival international du film de Bari
  - 2013 - Meilleur montage pour La Belle Endormie
- Section cinéma du Prix Flaiano
  - 2002 - Meilleur montage pour Le Sourire de ma mère